# Родомановское сельское поселение
Родомановское сельское поселение — упразднённое муниципальное образование в составе Гагаринского района Смоленской области России.
Административный центр — деревня Родоманово.
К 1 января 2019 года все населённые пункты вошли в Гагаринское сельское поселение.

## Географические данные
- Общая площадь: 240 км²
- Расположение: северная часть Гагаринского района
- Граничит:
  - на севере — с Ельнинским сельским поселением
  - на северо-востоке — с Кармановским сельским поселением
  - на востоке — с Пречистенским сельским поселением
  - на юго-востоке — с Ашковским сельским поселением
  - на юге — с Баскаковским сельским поселением
  - на западе — с Новодугинским районом
  - на северо-западе — с Сычёвским районом
- По территории поселения проходит автомобильная дорога Новодугино — Пречистое.
- Крупные реки: Гжать, Яуза.
- На территории поселения находится часть Вазузской гидросистемы.

## История
Образовано 2 декабря 2004 года.

## Население
| 2007  | 2011  | 2012  | 2013  | 2014  | 2015  | 2016  |
| ----- | ----- | ----- | ----- | ----- | ----- | ----- |
| 1325  | ↘1247 | ↘1232 | ↘1219 | ↘1216 | ↘1200 | ↘1183 |
| 2017  | 2018  | 2019  |       |       |       |       |
| ↘1167 | ↘1143 | ↘1131 |       |       |       |       |

## Состав поселения
В состав поселения входят следующие населённые пункты:
- Деревня Родоманово — административный центр
- Аббакумово, деревня
- Ивино, деревня
- Игурово, деревня
- Кичигино, деревня
- Ляпино, деревня
- Мелихово, деревня
- Прозорово, деревня
- Станки, деревня
- Степаники, деревня
- Филиппово, деревня
- Шумиловка, деревня

## Местное самоуправление
Главой поселения и Главой администрации является Иванова Нина Калистратьевна.